# Campodorus thalia
Campodorus thalia är en stekelart som först beskrevs av Teunissen 1953.  Campodorus thalia ingår i släktet Campodorus och familjen brokparasitsteklar. Inga underarter finns listade.